# Telotismo

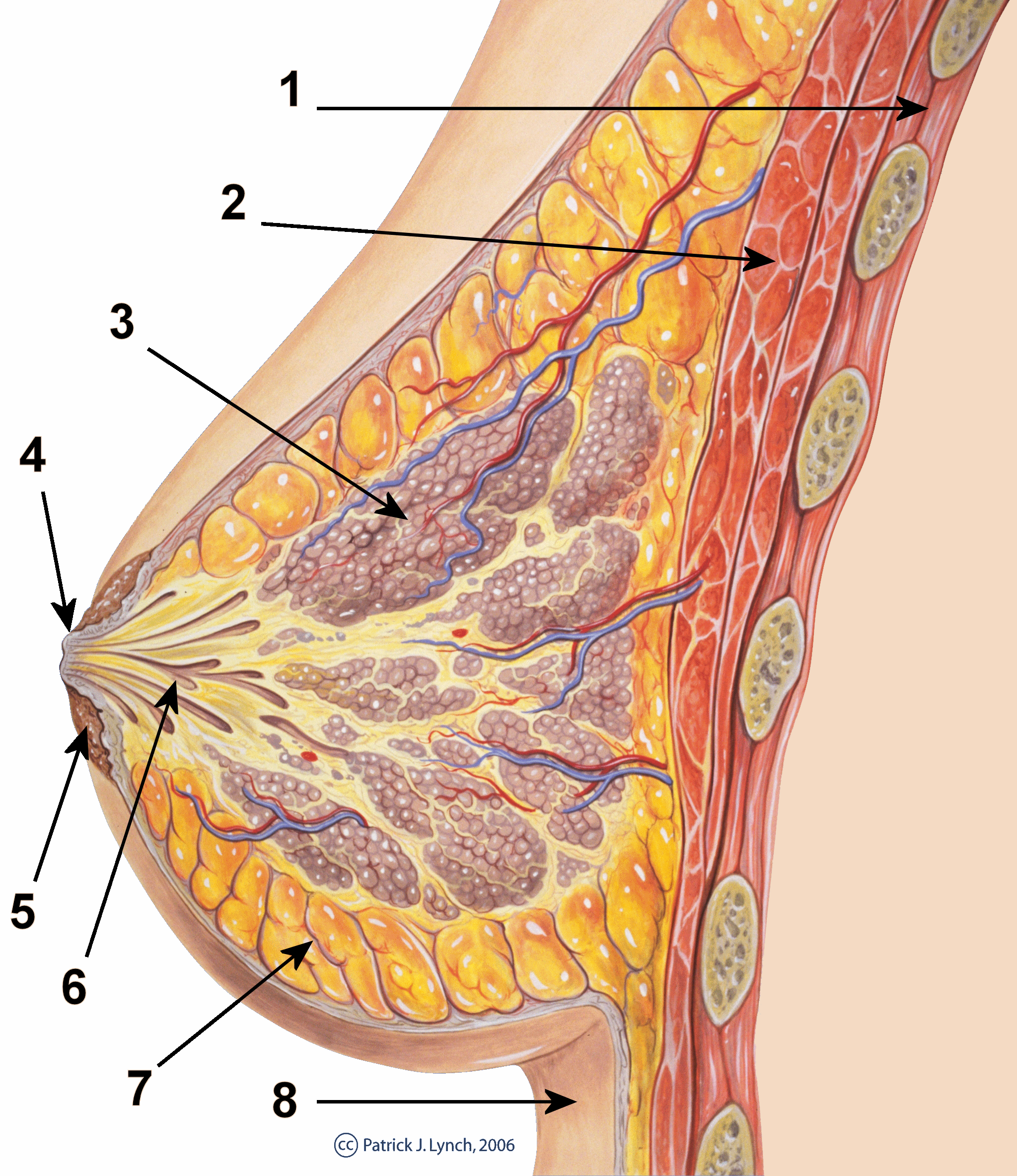
Vista in sezione della mammella femminile
1. Cassa toracica
2. Muscoli pettorali
3. Lobuli
4. Capezzolo
5. Areola
6. Dotti
7. Tessuto adiposo
8. Pelle

Telotismo è il termine medico utilizzato per indicare l'inturgidimento del capezzolo dovuto a freddo, sfregamento o eccitazione sessuale.
Non ha la caratteristica di un'erezione in quanto è dovuto a una tensione muscolare e non ad una congestione di origine vascolare, come nel caso dell'erezione.